# Дунайська кампанія Кримської війни
Дунайська кампанія — кампанія Кримської (Східної) війни, що проходила на Дунаї і в Придунайських князівствах.

## Кампанія 1853 року

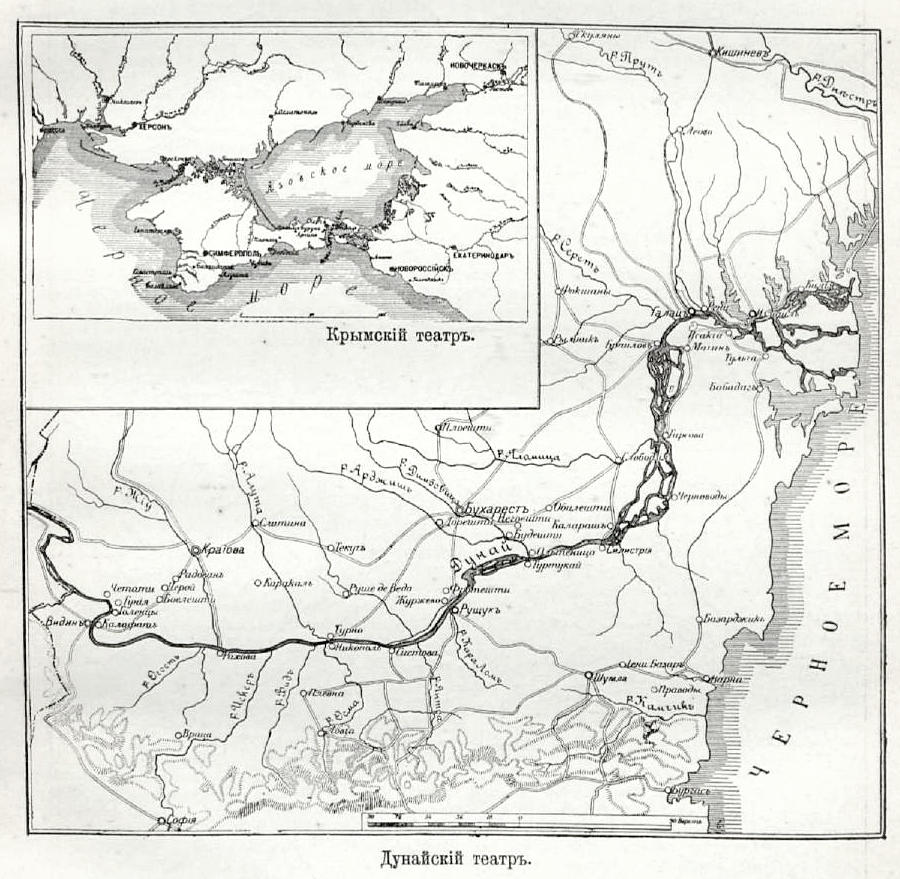
Карта зі статті «Східна війна 1853—56 рр.»
(«Військова енциклопедія Ситіна»)

14.06.1853 Микола I видав маніфест про захоплення Росією Придунайських князівств.
21 червня 1853 почався перехід російських військ через річку Прут у Леово (кордон Росії та Османської імперії) з метою якнайшвидше захопити Бухарест, куди війська прибули 3 липня 1853 року. Рух армії до Бухареста був схожий на урочисту ходу, привітно та радісно зустрічали жителі російські війська. Урочиста була зустріч у Бухаресті, при вході до якого війська були вітані митрополитом з духовенством та багатьма жителями.
31 липня 1853 року представники Великої Британії, Франції, Пруссії та Австрії прийняли у Відні примирливу ноту на адресу Петербурга та Стамбула. Цей документ отримав назву Віденської ноти. Спірні питання російсько-турецьких відносин мали вирішуватися за участю держав, які підписали Віденську ноту.
Російські війська, під керівництвом князя М. Д. Горчакова вступили до Молдавії і Валахії, займали в жовтні 1853 вельми розкидане становище вздовж Дунаю.

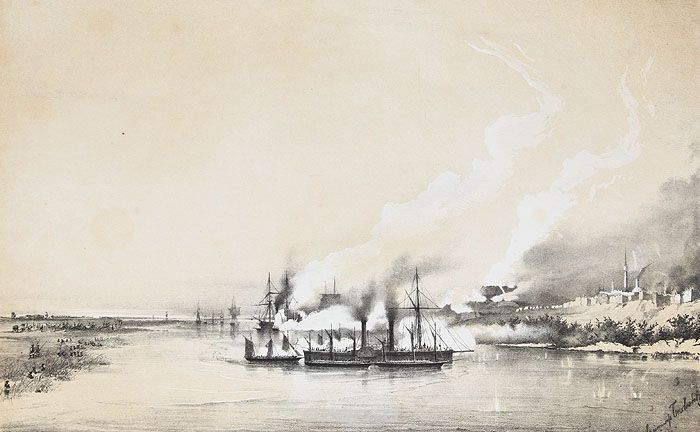
Дії 8-ми канонірських човнів на буксирі пароплавів Ординарець і Прут проти турецької фортеці Ісакчі 11 жовтня 1853 року. Літографія. Російська імперія, 1858 рік

Турецька армія (бл. 150 тис.), якою командував сардарекрем (фельдмаршал) Омер-паша, була розташована частиною по тій же річці, частиною — в Шумлі та Адріанополі. Регулярних військ (нізам) було в ній менш як половина; решта складалася з ополчення (редіф), яке не мало майже ніякої військової освіти. Майже всі регулярні війська були озброєні нарізними або гладкоствольними ударними рушницями; артилерія влаштована добре, війська навчені європейськими організаторами; але корпус офіцерів був незадовільним.

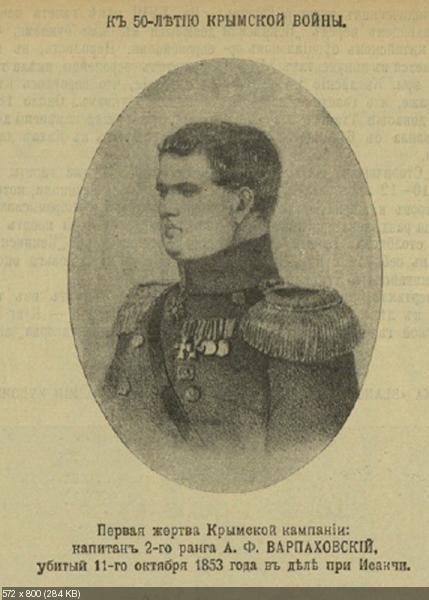
Начальник загону О. Ф. Варпаховський — перший убитий у Кримську війну російський офіцер

Ще 27 вересня (9 жовтня) Омер-паша повідомив князя Горчакова, що у разі якщо за 15 днів не буде дана задовільна відповідь про очищення князівств, то турки відкриють військові дії; однак ще до закінчення цього терміну ворог став стріляти по російських аванпостах.
Перша, більш серйозна справа відбулася 11 (23) жовтня, при проході за наказом генерала О. М. Лідерса двох пароплавів Дунайської флотилії і 8 буксированих ними канонерських човнів повз фортецю Ісакча вони зазнали артилерійського розстрілу, був убитий командир загону, капітан 2 ранку О. Ф. Варпаховський. Через 10 днів після цього Омер-паша, зібравши біля Туртукая 14 тис. чоловік, переправився на лівий берег Дунаю, зайняв карантин ольтенів і розпочав зведення тут укріплень.
23 жовтня (4 листопада) відбувся бій при Ольтениці; генерал Данненберг, що командував російськими військами (1 бригада піхоти, 9 ескадронів і сотень, 18 гармат), не довів справи остаточно і відступив із втратою близько 1 тис. осіб; проте турки не скористалися своїм успіхом, а спалили карантин, так само як міст на річці Арджис, і пішли знову на правий берег Дунаю. Потім Омер-паша зосередив значні сили (за чутками, до 40 тис.) у Відіні; містечко Калафат, що лежало проти останнього, на лівому березі Дунаю, ще з середини жовтня зайняте було сильним турецьким загоном. Звідси дуже зручно було робити наступальні дії проти військ правого крила російської армії, тим більше що ці війська, що надійшли з 20 листопада (2 грудня) під керівництво генерал-ад'ютанта графа Анрепа-Ельмпта, чисельність яких доходила всього до 7000, були розкидані на відстані 30 верст.
25 грудня 1853 (6 січня 1854) турки, в числі 18000, при 24 гарматах, атакували 2½-тисячний загін полковника Баумгартена, розташований в селах Четате і Финтина-Банулуй і, незважаючи на героїчний опір російської армії, імовірно, якби не приспів на виручку загін генерал-майора Бельгарда, що стояв звідти за 12 верст, придушили б їх своєю численністю. Турки, зазнавши великих втрат, відступили в Калафат; але і з російської сторони вибуло з ладу до 2000 чоловік.
Поблизу Рущука, у Нікополя і Систова, турки неодноразово намагалися переправитися на лівий берег Дунаю, але постійно були відбиті.
Після, уже наприкінці січня 1854, пострілами російської прибережних батарей судна турецької Дунайської флотилії, розташовані біля вищезгаданих пунктів, були частиною приведені в непридатність, частиною розігнані. Безуспішною була і спроба турків зруйнувати російські батареї, зведені на лівому березі проти Сілістрії.

## Кампанія 1854 року

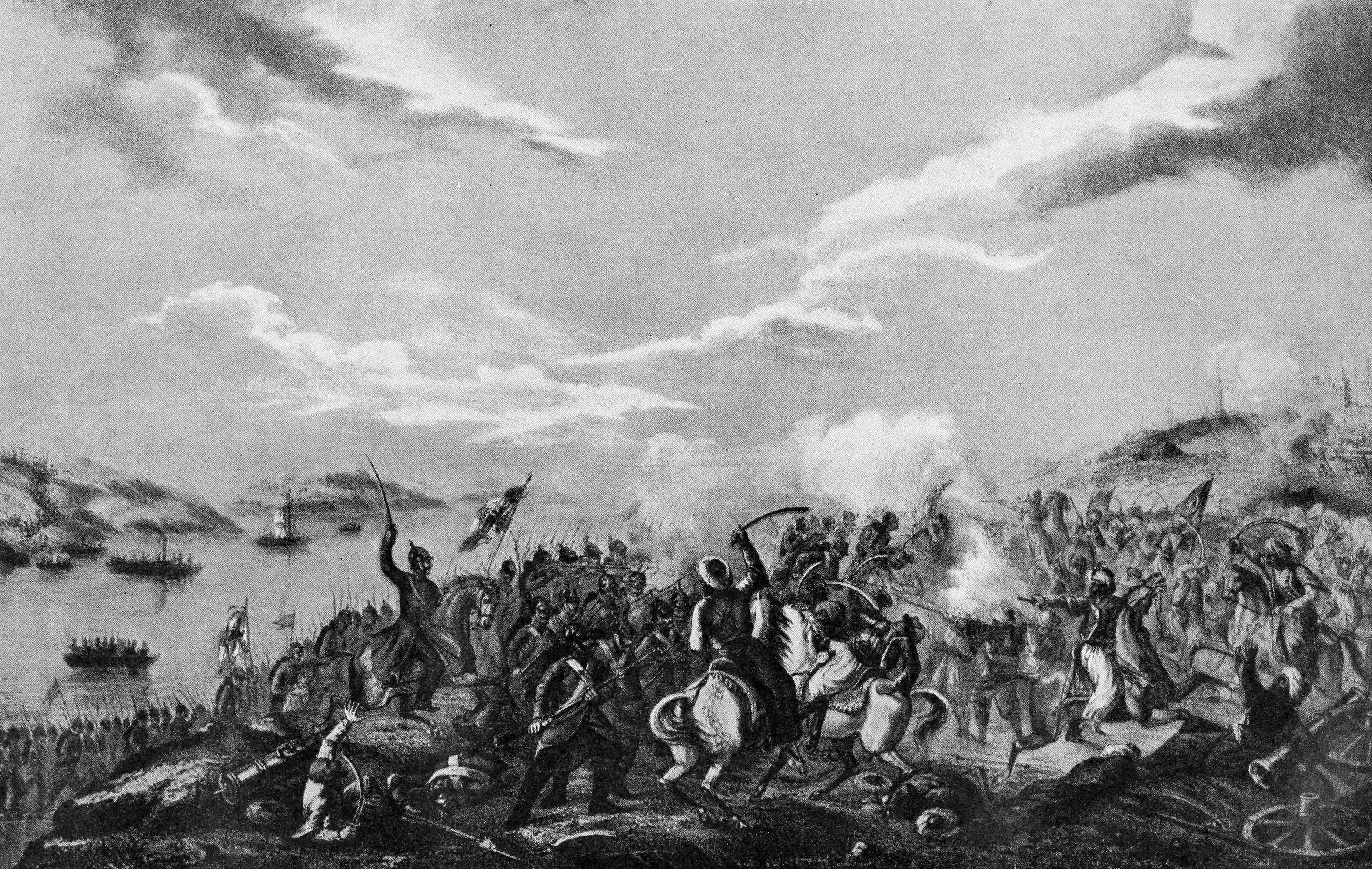
Переправа російських військ через Дунай 2 березня 1854 року

Військові дії на Дунаї відкрилися 11 (23) березня 1854 р. переправою російських військ на правий берег річки, біля Браїли, Галаца та Ізмаїла, і захопленням фортець: Мачина, Тулчі та Ісакчі.
Князь Горчаков, що командував військами, не рушив відразу ж до Сілістрії, захопити яку було порівняно неважко, оскільки укріплення її тоді ще не були цілком завершені. Це уповільнення дій, що почалися так успішно, сталося внаслідок розпоряджень князя Паскевича, який, за старою пам'яттю, мав ще мало не безмежний військовий авторитет, але він давно вже пережив свою славу і ще під час угорських подій 1849 р., висловив схильність до перебільшеної обережності. У цьому випадку він побоювався, що за Дунаєм російські війська зустрінуть значні сили турків, що з'єдналися з англійськими та французькими десантними загонами; головним чином боявся появи в тилу австрійської армії.

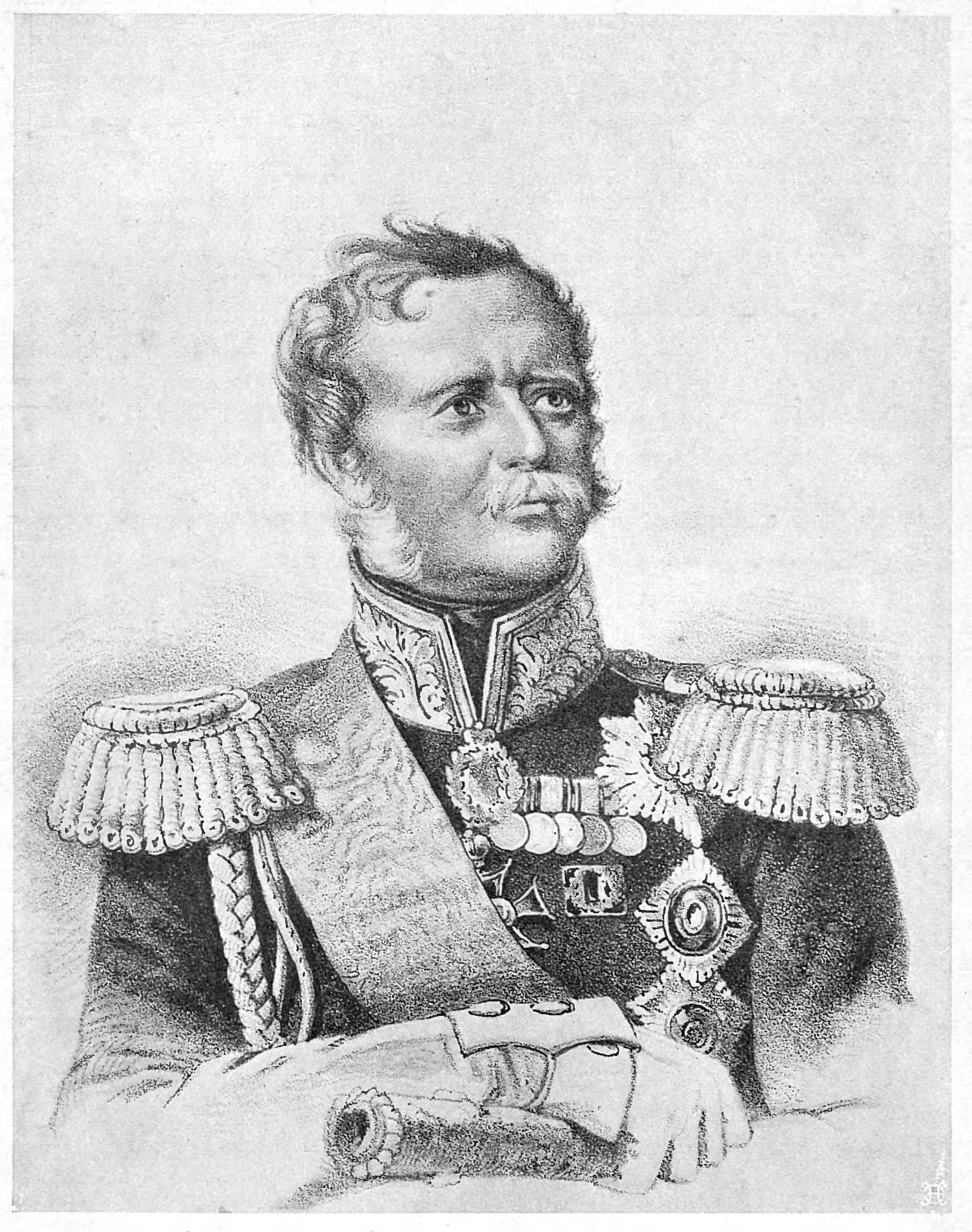
І. Ф. Паскевич-Еріванський

На театр військових дій князь Паскевич прибув лише 3 (15) квітня, але всі розпорядження його мали характер цілком нерішучий. Тільки через енергійну вимогу імператора Миколи він наказав військам йти вперед; але наступ цей вівся вкрай повільно, так що тільки 4 (16) травня російські війська почали підходити до Сілістрії. Такій втраті дорогоцінного часу і слід, головним чином, приписати невдачу наступних дій за Дунаєм.
Облогу Сілістрії розпочали в ніч на 6 (18) травня, а начальник інженерів, високоталановитий генерал Шильдер, запропонував план, за яким, за умови повної облоги фортеці, брався у 2 тижні заволодіти нею. Але князь Паскевич, який зробив облогу проти власного переконання і якого тривожили колишні побоювання, запропонував інший план, украй невигідний, і при цьому зовсім не блокував Сілістрії, яка таким чином могла сполучатися з Рущуком і Шумлою.
Згідно з новим планом, облога була поведена проти сильного передового форту Араб-Табіа; у ніч на 17 (29) травня встигли вже закласти траншею за 80 сажнів від нього; вилазку турків відбили; але штурм, потім і без жодного наказу розпочатий генералом Сельваном (командував військами в траншеях), зіпсував усю справу. Спочатку в росіян був успіх, і вони піднялися на вал, але в цей час Сельван був смертельно поранений; з якогось непорозуміння, в тилу штурмуючих військ пролунав відбій; почався важкий відступ під натиском противника, і все підприємство закінчилося повною невдачею, за яку ми поплатилися більш ніж 900 осіб, які вибули з ладу.
Одночасно з цим (16 (28) травня) сталася нещасна справа під Каракулом, у якій розбитий був загін полковника Карамзіна, і сам він був убитий. Тим часом облога Сілістрії тривала, проте, як і раніше, нерішуче. Князь Паскевич у донесення своїх імператору Миколі висловлював сумнів в успіху. 28 травня (9 червня) він з усієї сили зробив посилену рекогносцировку до Сілістрії, але, будучи при цьому контужений ядром, здав команду князю Горчакову і поїхав до Ясс. Звідти він таки надсилав розпорядження. Незабаром потім і генерал Шильдер, будучи душею облоги, зазнав важкої рани і змушений виїхати до Калараша, де й помер.
8 (20) червня облогові роботи просунулись уже настільки близько до Араб-Табії, що вночі був призначений штурм. Війська приготувалися, як раптом близько опівночі прийшло розпорядження фельдмаршала: негайно зняти облогу і перейти на лівий берег Дунаю. Приводом для такого розпорядження був лист, отриманий князем Паскевичем від імператора Миколи, і ворожі заходи Австрії.

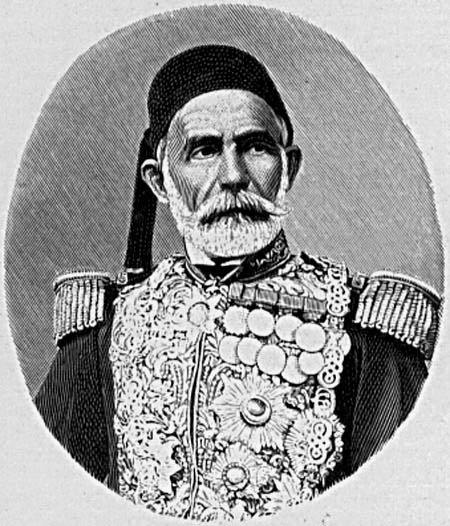
Омер-паша

Дійсно, государ дозволяв зняти облогу, якби облоговому корпусу загрожувала атака переважаючими силами до взяття фортеці; але такої небезпеки не було і, ймовірно, якби росіяни не втратили даремно цілого місяця і встигли захопити Сілістрію на початку травня, то Австрія була б обережнішою у своїх домаганнях, а союзники (англійці та французи), стурбовані безпосереднім захистом Османської держави, отримали б нову скруту при вторгненні в Крим.
Завдяки вжитим заходам облогу зняли зовсім непомітно для турків, які майже й не переслідували російські війська. Тепер на лівому боці Дунаю чисельність російських військ доходила до 120 тисяч, із 392 гарматами; крім того, в Бабадазі перебували 1½ дивізії піхоти і бригада кавалерії, під начальством генерала Ушакова. Сили ж турецької армії сягали до 100 тис. чоловік, розташованих під Шумлою, Варною, Сілістрією, Рущуком і Відіном.
Головні сили англійців і французів (50 тис.) не могли розпочати дії раніше середини липня через холеру. Австрія поки що залишалася у нейтральному становищі; також на російській західному кордоні збиралася сувора армія.
Після відходу росіян з-під Сілістрії Омер-паша зважився перейти в наступ. Зосередивши у Рущука понад 30 тис. чоловік, він 25 червня (7 липня) став переправлятися через Дунай і, після бою з нечисленним російським загоном, який завзято обороняв острів Радоман, опанував Журжу, втративши при цьому до 5 тис. осіб. Хоча потім він зупинив свій наступ, але князь Горчаков теж нічого не робив проти турків, а навпаки, «внаслідок особливого ходу політичних обставин», став поступово очищати князівства і під кінець серпня переправився на лівий берег Прута, біля Скулян. Слідом за тим і спеціальний загін генерала Ушакова, що займав Добруджу, повернувся межі Імперії і розташувався на Нижньому Дунаї, біля Ізмаїла.
У міру відступу російських турки повільно просувалися вперед, і 10 (22) серпня Омер-паша вступив до Бухареста. Тоді ж перейшли кордон Валахії австрійські війська, які, за згодою союзників із турецьким урядом, змінили турків і зайняли князівства.